# Плавання на літніх Олімпійських іграх 2012 — естафета 4x200 метрів вільним стилем (жінки)
Змагання з плавання в естафеті 4x200 метрів вільним стилем серед жінок на Олімпіаді 2012 року відбулись 1 серпня в Центрі водних видів спорту в Лондоні.

## Рекорди
Станом на 1 серпня 2012 світовий і олімпійський рекорди були такими:
| Світовий рекорд     | КНР (CHN) Ян Юй (1:55.47) Чжу Цяньвей (1:55.79) Лю Цзін (1:56.09) Пан Цзяїн (1:54.73)                           | 7:42.08 | Рим, Італія  | 30 липня 2009  | [ 2 ] [ 3 ] |
| Олімпійський рекорд | Австралія (AUS) Стефані Райс (1:56.60) Бронті Берретт (1:56.58) Кайлі Палмер (1:55.22) Лінда Маккензі (1:55.91) | 7:44.31 | Пекін, Китай | 14 серпня 2008 | [ 4 ]       |

Під час змагань встановлено такі рекорди:
| Дата     | Дисципліна | Ім'я                                                                                             | Країна    | Час     | Рекорд |
| -------- | ---------- | ------------------------------------------------------------------------------------------------ | --------- | ------- | ------ |
| 1 серпня | Фінал      | Міссі Франклін (1:55.96) Дана Воллмер (1:56.02) Шеннон Вріленд (1:56.85) Еллісон Шмітт (1:54.09) | США (USA) | 7:42.92 | OR     |

## Результати

### Попередні запливи
| Місце | Заплив | Доріжка | Країна                | Swimmers                                                                                                  | Час     | Примітки |
| ----- | ------ | ------- | --------------------- | --- | ------- | -------- |
| 1     | 1      | 4       | Австралія (AUS)       | Бріттані Елмслі (1:57.50) Енджі Бейнбрідж (1:57.70) Джейд Нілсен (1:57.25) Блер Еванс (1:56.99)           | 7:49.44 | Q        |
| 2     | 2      | 4       | США (USA)             | Лорен Пердю (1:58.07) Шеннон Вріленд (1:57.04) Алісса Андерсон (1:57.33) Дана Воллмер (1:58.31)           | 7:50.75 | Q        |
| 3     | 1      | 5       | Канада (CAN)          | Барбара Жарден (1:57.76) Саманта Чевертон (1:57.38) Аманда Рісон (1:58.51) Бріттані Маклін (1:57.19)      | 7:50.84 | Q        |
| 4     | 2      | 6       | Італія (ITA)          | Аліса Міццау (1:57.95) Аліче Несті (1:59.80) Ділетта Карлі (1:58.54) Федеріка Пеллегріні (1:56.46)        | 7:52.75 | Q        |
| 5     | 1      | 3       | Франція (FRA)         | Офелі-Сірієлль Етьєн (1:58.43) Марго Фаррель (2:00.06) Мілен Лазар (1:58.82) Камій Мюффа (1:55.57)        | 7:52.88 | Q        |
| 6     | 2      | 5       | Китай (CHN)           | Чжу Цяньвей (1:59.23) Лю Цзін (1:58.00) Чень Цянь (1:58.17) Пан Цзяїн (1:58.26)                           | 7:53.66 | Q        |
| 7     | 1      | 6       | Велика Британія (GBR) | Кейтлін Макклетчі (1:58.22) Ребекка Тернер (1:57.87) Еллі Фолкнер (1:59.36) Джоенн Джексон (1:58.86)      | 7:54.31 | Q        |
| 8     | 1      | 2       | Японія (JPN)          | Харука Уеда (1:57.70) Ханае Іто (1:58.12) Яйой Мацумото (1:59.67) Ая Такано (1:59.07)                     | 7:54.56 | Q        |
| 9     | 2      | 3       | Угорщина (HUN)        | Агнеш Мутіна (2:00.06) Жужанна Якабош (1:57.59) Катінка Хоссу (1:57.84) Евелін Варрасто (1:59.09)         | 7:54.58 |          |
| 10    | 1      | 1       | Іспанія (ESP)         | Мелані Коста (1:57.66) Патрісія Кастро (1:58.09) Лідія Морант Варо (1:59.66) Мірея Бельмонте (1:59.18)    | 7:54.59 | NR       |
| 11    | 2      | 2       | Нова Зеландія (NZL)   | Наташа Гінд (1:58.79) Саманта Лусіе-Сміт (1:58.89) Амака Гесслер (1:59.03) Мелісса Інгрем (1:59.21)       | 7:55.92 | NR       |
| 12    | 1      | 7       | Росія (RUS)           | Марія Баклакова (2:00.75) Олена Соколова (1:58.33) Вероніка Попова (1:58.48) Дар'я Белякіна (1:58.94)     | 7:56.50 |          |
| 13    | 2      | 7       | Німеччина (GER)       | Зільке Ліппок (1:58.43) Тереза Міхалак (2:00.65) Анніка Брун (1:59.61) Даніела Шрайбер (2:00.24)          | 7:58.93 |          |
| 14    | 2      | 1       | Словенія (SLO)        | Сара Ісакович (1:59.58) Аня Клінар (2:00.53) Урша Бежан (2:01.92) Мойка Сагмейстер (2:02.66)              | 8:04.69 |          |
| 15    | 1      | 8       | Україна (UKR)         | Дарина Зевіна (1:59.68) Ганна Дзеркаль (2:04.68) Дар'я Степанюк (2:05.49) Ірина Главник (2:02.82)         | 8:12.67 |          |
| 16    | 2      | 8       | Польща (POL)          | Катажина Вілк (2:05.46) Кароліна Щепаняк (2:02.99) Діана Соколовська (2:01.45) Александра Путра (2:03.86) | 8:13.76 |          |

### Фінал
| Місце | Доріжка | Країна                | Плавчині                                                                                             | Час     | Відставання | Примітки |
| ----- | ------- | --------------------- | --- | ------- | ----------- | -------- |
| 1     | 5       | США (USA)             | Міссі Франклін (1:55.96) Дана Воллмер (1:56.02) Шеннон Вріленд (1:56.85) Еллісон Шмітт (1:54.09)     | 7:42.92 |             | OR       |
| 2     | 4       | Австралія (AUS)       | Бронті Берретт (1:55.76) Мелані Скленджер (1:55.62) Кайлі Палмер (1:56.91) Алісія Кауттс (1:56.12)   | 7:44.41 | 1.49        |          |
| 3     | 2       | Франція (FRA)         | Камій Мюффа (1:55.51) Шарлотт Бонне (1:57.78) Офелі-Сірієлль Етьєн (1:58.05) Коралі Балмі (1:56.15)  | 7:47.49 | 4.57        | NR       |
| 4     | 3       | Канада (CAN)          | Барбара Жарден (1:57.96) Саманта Чевертон (1:56.91) Аманда Рісон (1:59.32) Бріттані Маклін (1:56.46) | 7:50.65 | 7.73        |          |
| 5     | 1       | Велика Британія (GBR) | Кейтлін Макклетчі (1:58.66) Ребекка Тернер (1:57.39) Ганна Майлі (1:58.12) Джоенн Джексон (1:58.20)  | 7:52.37 | 9.45        |          |
| 6     | 7       | Китай (CHN)           | Ван Шицзя (1:58.32) Є Шивень (1:57.37) Лю Цзін (1:59.51) Тан І (1:57.91)                             | 7:53.11 | 10.19       |          |
| 7     | 6       | Італія (ITA)          | Аліса Міццау (1:58.93) Аліче Несті (2:00.03) Ділетта Карлі (1:59.73) Федеріка Пеллегріні (1:57.61)   | 7:56.30 | 13.38       |          |
| 8     | 8       | Японія (JPN)          | Харука Уеда (1:58.23) Ханае Іто (1:58.26) Яйой Мацумото (2:00.82) Ая Такано (1:59.42)                | 7:56.73 | 13.81       |          |